# Arno Steinwender

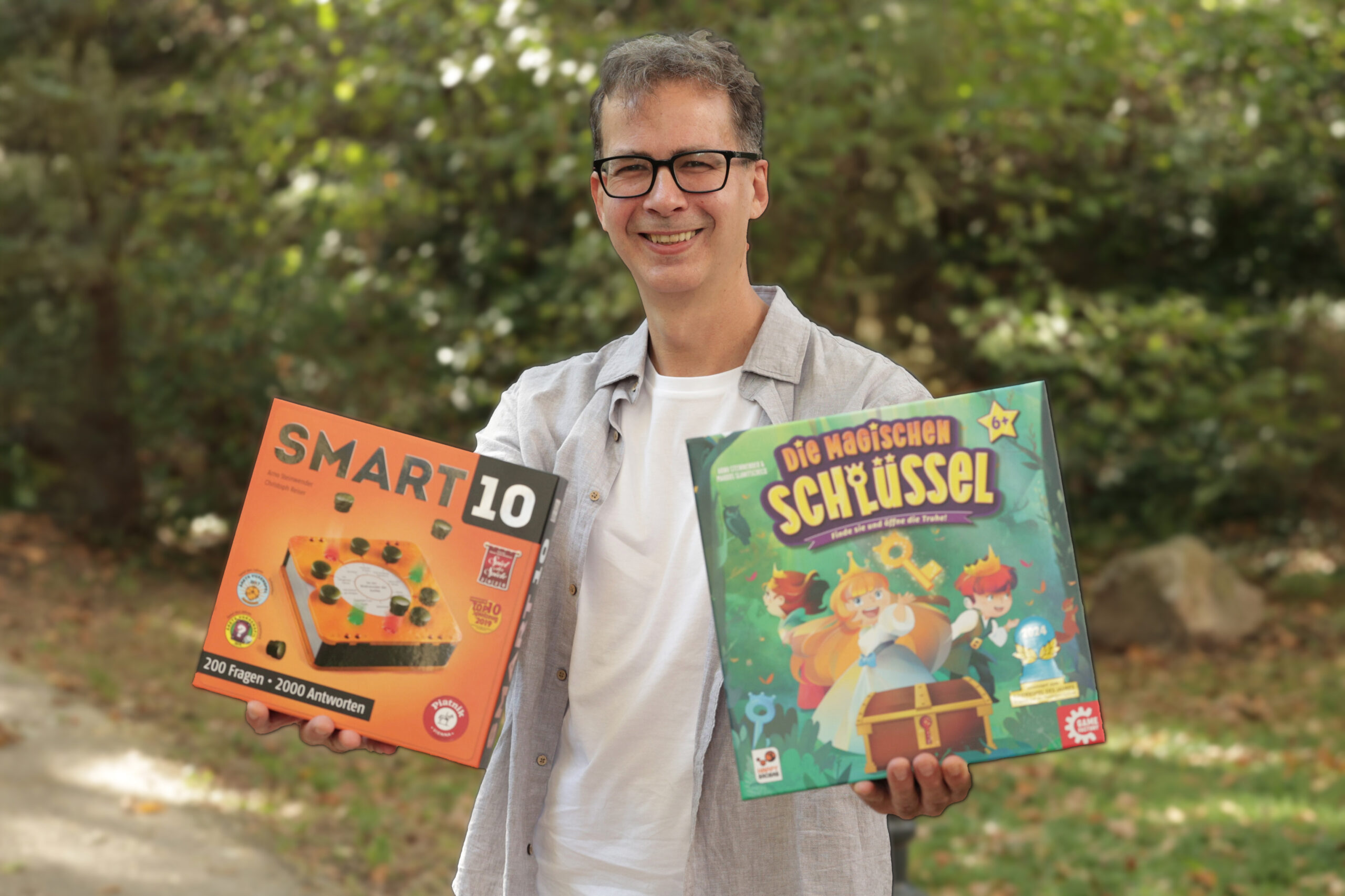
Arno Steinwender (2024) mit seinen erfolgreichsten Spielen "Smart 10" und "Die magischen Schlüssel"

Arno Steinwender (* 16. November 1976 in Wien) ist ein österreichischer Spieleautor. Er entwickelt Gesellschaftsspiele, für die er mehrfach ausgezeichnet wurde. Den bislang größten Erfolg feierte er mit Die magischen Schlüssel, welches zum Kinderspiel des Jahres 2024 gekürt wurde. Sein Spiel Smart 10, das 2020 als Spiel der Spiele prämiert wurde, ist seit 2022 als Show-Adaption im TV zu sehen.

## Leben
Dem Lehramtsstudium von Mathematik und Physik an der Universität Wien folgte eine Anstellung als Lehrer. 2022 hing er den Beruf des Lehrers an den Nagel und ist und machte sein Hobby des Spieleerfindens zum Hauptberuf.
Er entwickelte spieletest.at, ein Review-Portal rund um das Thema Spiel im DACH-Raum.
Steinwender ist verheiratet und lebt in Wien.

## Weg zum Spieleautor

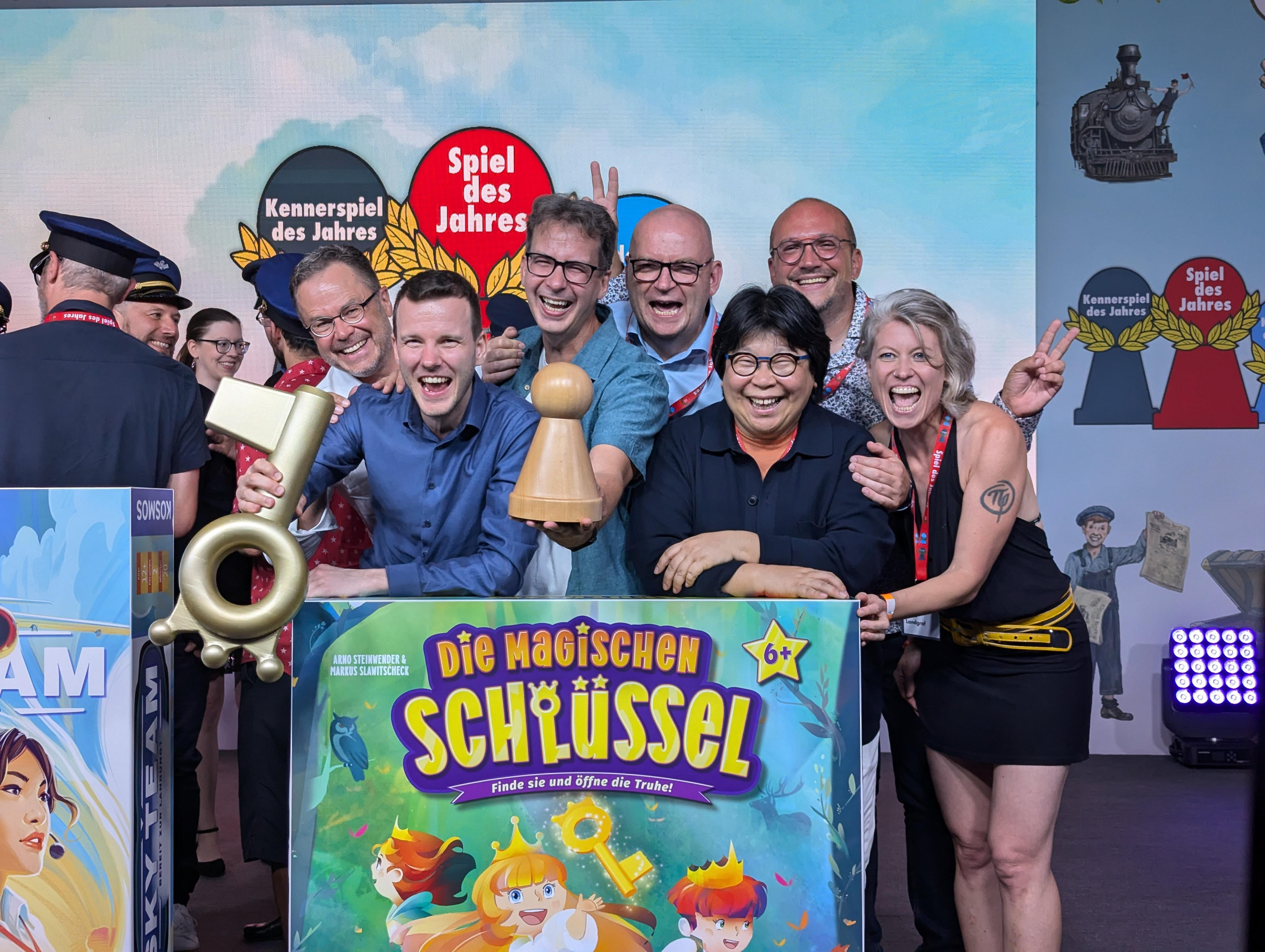
Peter W. Gyax (Game Factory), Markus Slawitscheck (Autor), Arno Steinwender (Autor), Frank Weiss (Game Factory), KJ Lee (Happy Baobab), Ian Parovel (Happy Baobab) und Anita Landgraf (White Castle Games) feiern gemeinsam die Auszeichnung zum Kinderspiel des Jahres 2024

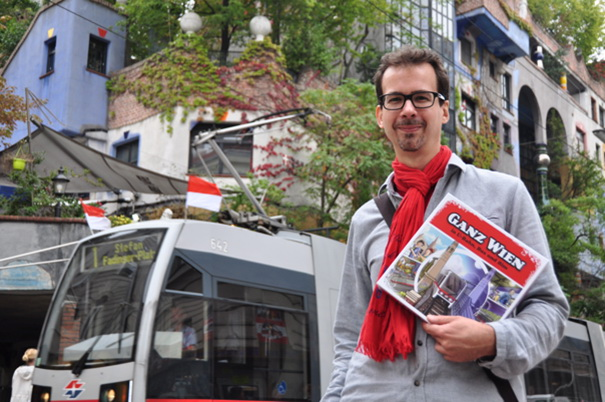
Arno Steinwender mit dem Auftragsspiel der Wiener Linien (2014)

Zufällig entdeckte Steinwender einen Aufruf der Wiener Spieleagentur White Castle (Ronald Hofstätter, Anita Landgraf), mit der er seitdem häufig zusammenarbeitet. Sein erstes Werk wurde vom Verlag Selecta im Prinzip unverändert als Venga-Venga! auf den Markt gebracht.
Seither entwickelt Steinwender durchschnittlich zehn Spielekonzepte pro Jahr und gilt als einer der erfolgreichsten österreichischen Spieleautoren. Seine Spiele sind rund um den Erdball in den Regalen der Spielwarengeschäfte zu finden, von Europa, über USA und Russland bis nach Korea und Neuseeland.
Immer wieder übernimmt er auch Auftragsarbeiten. So entwickelte er Spiele für die Wiener Linien, ÖBB, Raiffeisen oder den Fahrrad-Detektiv Tom Turbo.

## Ludographie (Auswahl)
- 2003: Venga-Venga! (Verlag Selecta, Co-Autor: Ronald Hofstätter; Auszeichnung Spiel der Spiele: Spielehit für Kinder 2004)
- 2004: Zappelfische (Verlag Ravensburger, Co-Autor: Ronald Hofstätter)
- 2005: Kleiner Eisbär, auf in die Sonne! (Verlag Schmidt Spiele, Co-Autor: Christoph Puhl)
- 2005: Pssst! (Verlag Piatnik, Co-Autor: Christoph Puhl)
- 2006: Sternenschweif - Sprung in die Nacht (Verlag Kosmos, Co-Autor: Christoph Puhl)
- 2006: Sheepworld - Schäfchen zählen (Verlag Ravensburger, Co-Autor: Andrea Steinhauser)
- 2007: Seesternparty (Verlag Noris-Spiele, Co-Autor: Wilfried Lepuschitz)
- 2007: Wurmsalat (Verlag Noris-Spiele, Co-Autor: Andrea Steinhauser)
- 2007: Chut! Le petit dort  (Verlag Piatnik, Co-Autor: Christoph Puhl)
- 2007: Zug fährt ab! (Verlag Noris-Spiele, Co-Autorin: Andrea Steinhauser)
- 2008: Deukalion (Verlag Hasbro, Co-Autor: Wilfried Lepuschitz)
- 2008: Europawissen (Verlag Noris-Spiele, Co-Autor: Christoph Puhl)
- 2008: Winnie the Pooh - Kubuś w Stumilowym Lesie (Verlag Trefl, Co-Autor: Ronald Hofstätter, Christoph Puhl)
- 2009: Europawissen: Edition Deutschland (Verlag Noris, Co-Autor: Christoph Puhl)
- 2009: Scooby Doo Help! (Verlag: Trefl, Co-Autoren: Ronald Hofstätter, Christoph Puhl)
- 2010: Take it or leave it (Verlag Schmidt Spiele, Co-Autor: Christoph Puhl)
- 2011: Tohuwabohu – Berühmt berüchtigt (Verlag Ravensburger, Co-Autoren: Wilfried Lepuschitz, Ronald Hofstätter, Laura Di Centa)
- 2011: Tohuwabohu – Einfach tierisch (Verlag Ravensburger, Co-Autoren: Wilfried Lepuschitz, Ronald Hofstätter, Laura Di Centa)
- 2011: Wolf im Schafspelz (Verlag HUCH! & Friends, Co-Autor: Wilfried Lepuschitz)
- 2011: Bahnbau Spiel B63 (Co-Autor Ronald Hofstätter)
- 2011: Bremer Stadtmusikanten (Verlag Coppenrath Verlag, Co-Autor: Wilfried Lepuschitz)
- 2012: Make'n'Break Party (Verlag Ravensburger, Co-Autor: Wilfried Lepuschitz)
- 2012: Ratespaß auf Reisen (Verlag Ravensburger, Co-Autor: Ronald Hofstätter)
- 2012: Barbar und die Abenteuer von Badou – Das Kartenspiel (Verlag HUCH! & Friends, Co-Autor: Wilfried Lepuschitz)
- 2012: Take it or leave it (Verlag Gamewright, Co-Autor: Christoph Puhl; ausgezeichnet unter anderem mit dem Major Fun Award, Tillywig Brain Child Award und dem Parents’ Choice Silver Honor)
- 2012: Daj gryza! (Verlag Trefl, Co-Autor: Ronald Hofstätter)
- 2013: Professor Tempus (Verlag Gigamic, Vertrieb: Asmodee, Co-Autor: Wilfried Lepuschitz)
- 2014:  Ganz Wien - mit Ubahn, Bus und Bim (Auftrag Wiener Linien, Realisierung: White Castle Games)
- 2014: Tom Turbo - Jagd auf Fritz Fantom (Verlag Piatnik, Co-Autor: Christoph Puhl)
- 2015: SOLOmino (Verlag Amigo, Co-Autor: Wilfried Lepuschitz)
- 2015: Das Expedition Natur Spiel (Verlag moses., Co-Autor: Christoph Puhl)
- 2015: Mount Pingo (Verlag HUCH! & Friends, Co-Autor: Christoph Puhl)
- 2015: Wo ist bitte Umtata? (Verlag: moses.)
- 2016: Bataille de Polochons (Kissenschlacht) (Verlag: Megableu, Co-Autor: Thomas Daum)
- 2016: Fish Day (Verlag: Zvezda)
- 2017: Emoji Twist! (Verlag: Ravensburger)
- 2017: Das Spiel mit dem Essen (Verlag: Piatnik)
- 2017: Smart10 (Verlage: u. a. Piatnik, Trefl, Martinex, Co-Autor: Christoph Reiser; ausgezeichnet als bestes Erwachsenenspiel beim schwedischen Årets vuxenspel 2017, bestes Erwachsenenspiel (Arets voksenspil) des Jahres 2019 in Dänemark, Hauptpreis beim Österreichischen Spielepreis 2020)
- 2017: Das Rotkäppchen Duell (Verlag: Carletto, Co-Autor: Christoph Reiser)
- 2018: nosecrets (Verlage: moses., Lifestyle Games, Co-Autor: Markus Slawitscheck)
- 2018: (Come on) Let´s Quiz again (Verlag: moses.)
- 2018: Matschbirne (Verlag: Goliath Toys)
- 2018: Smart 10 Junior (Verlage: u. a. Piatnik, Trefl, Martinex, Co-Autor: Christoph Reiser)
- 2018: Das Maß aller Dinge (Verlag: Gamefactory, Co-Autor: Christoph Puhl)
- 2019: Quiz IT (Verlag: rudy games)
- 2020: Starlink (Verlag: Blue Orange Games, Co-Autor: Markus Slawitscheck)
- 2020: CloudAge (Verlage: dlp games, Nanox Games, Capstone Games, Co-Autor: Alexander Pfister)
- 2021: QUIZscape (Verlag: moses.)
- 2021: Smart 10 Family (Verlag: Piatnik, Co-Autor: Christoph Reiser)
- 2022: Activity Chaos (Verlag: Piatnik, Co-Autor: Wilfried Lepuschitz)
- 2022: Die magischen Schlüssel (#오키도키 원정대, Magic Keys, Clefs Magiques) (Verlage: Happy Baobab, Blackrock Games, Game Factory, Co-Autor: Markus Slawitscheck); gekürt zum Kinderspiel des Jahres 2024
- 2023: Wortwerk (Verlag: moses.)
- 2024: Arbolito (Verlag: Lifestyle Games)
- 2024: Scope (Verlag: Martinex, Co-Autor: Paul Schulz)
- 2024: Desítka Olympijské hry (Verlag: Mindok, Co-Autor: Christoph Reiser)
- 2025: Nichts als die Wahrheit (Verlag: Huch!, Co-Autor: Paul Schulz)
- 2025: Criss Cross Categories (Verlag: Moses., Co-Autor: Ara Karapetyan)
- 2025: Quiz Challenge Europa (Verlag: Haba, Co-Autor: Paul Schulz)
- 2025: Smart 10 – Red Light Edition (Verlag: Martinex, Co-Autor: Christoph Reiser)
- 2025: Bei dir piept’s wohl! (Verlag: EMF, Co-Autor: Wilfried Lepuschitz)